# Campeonato Roraimense
Campeonato Roraimense – ligowe mistrzostwa brazylijskiego stanu Roraima.

## Format
Pierwsza liga
- Pierwszy etap

Kluby grają ze sobą systemem każdy z każdym po jednym meczu.
- Drugi etap

Kluby podzielone są na dwie grupy po 4 zespoły. Gra się w grupach systemem każdy z każdym po jednym meczu, a następnie o zwycięstwo w etapie walczą zwycięzcy grup.
O mistrzostwo stanu walczą zwycięzcy obu etapów. Oczywiście, jeśli ten sam klub wygra oba etapy, zostanie mistrzem.
Jak w przypadku wszystkich brazylijskich rozgrywek, format ulega częstym zmianom.

## Kluby
Pierwsza liga
- Atlético Progresso Clube
- Atlético Rio Negro Clube
- Atlético Roraima Clube
- Baré Esporte Clube
- Grêmio Atlético Sampaio (GAS)
- Náutico Futebol Clube
- Ríver Esporte Clube
- São Raimundo Esporte Clube

## Kluby według tytułów

### Era amatorska
- 10 – Roraima
- 4 – Baré
- 3 – Ríver
- 2 – São Raimundo
- 1 – Rio Negro
- 1 – São Francisco

### Era zawodowa
- 8 – Roraima
- 5 – Baré
- 3 – São Raimundo
- 1 – Rio Negro, Real, Náutico

### Łączna liczba tytułów
- 18 – Roraima
- 9 – Baré
- 5 – São Raimundo
- 3 – Ríver
- 2 – Rio Negro
- 1 – São Francisco, Real, Náutico